# Natação no Campeonato Mundial de Esportes Aquáticos de 2022 - 4x100 m livre masculino
A prova do revezamento 4x100 metros livre masculino da natação no Campeonato Mundial de Esportes Aquáticos de 2022 ocorreu no dia 18 de junho, em Budapeste, na Hungria.

## Recordes
Antes desta competição, os recordes mundiais e do campeonato nesta prova eram os seguintes:
| Tipo                  | Atleta         | Tempo     | Local   | Data                 |
| --------------------- | -------------- | --------- | ------- | -------------------- |
|                       | Estados Unidos | 3m 08s 24 | Pequim  | 11 de agosto de 2008 |
| Recorde do campeonato | Estados Unidos | 3m 09s 06 | Gwangju | 21 de julho de 2019  |

## Medalhistas
| Ouro                                                                                         | Prata                                                                       | Bronze                                                                       |
| Estados Unidos · Caeleb Dressel · Ryan Held · Justin Ress · Brooks Curry · Hunter Armstrong* | Austrália · William Yang · Matthew Temple · Jack Cartwright · Kyle Chalmers | Itália · Alessandro Miressi · Thomas Ceccon · Lorenzo Zazzeri · Manuel Frigo |

*Participaram apenas das eliminatórias, mas também receberam medalhas.

## Cronograma
Todos os horários são locais (UTC+2). 
| Data        | Hora  | Evento        |
| ----------- | ----- | ------------- |
| 18 de junho | 11:29 | Eliminatórias |
| 18 de junho | 19:36 | Final         |

## Resultados

### Eliminatórias
Esses foram os resultados das eliminatórias. A prova foi realizada no dia 18 de junho com início às 11:29.
| Pos. | Bateria | Raia | Nacionalidade  | Nadadores | Tempo   | Notas            |
| ---- | ------- | ---- | -------------- | --- | ------- | ---------------- |
| 1    | 2       | 4    | Estados Unidos | Hunter Armstrong (48.34) Ryan Held (47.13) Justin Ress (47.57) Brooks Curry (47.76)                                     | 3:10.80 | Q                |
| 2    | 2       | 5    | Austrália      | William Yang (48.63) Matthew Temple (48.40) Jack Cartwright (47.83) Kyle Chalmers (47.11)                               | 3:11.97 | Q                |
| 3    | 2       | 3    | Hungria        | Szebasztián Szabó (48.61) Kristóf Milák (47.36) Richárd Bohus (48.71) Nándor Németh (47.70)                             | 3:12.38 | Q                |
| 4    | 1       | 3    | Reino Unido    | Lewis Burras (48.69) James Guy (48.29) Matt Richards (47.99) Jacob Whittle (47.58)                                      | 3:12.55 | Q                |
| 5    | 1       | 5    | Canadá         | Ruslan Gaziev (48.78) Yuri Kisil (48.75) Javier Acevedo (48.27) Joshua Liendo (47.28)                                   | 3:13.08 | Q                |
| 6    | 1       | 4    | Itália         | Alessandro Miressi (48.32) Thomas Ceccon (49.00) Lorenzo Zazzeri (47.95) Manuel Frigo (47.86)                           | 3:13.13 | Q                |
| 7    | 2       | 6    | Brasil         | Gabriel Santos (49.04) Marcelo Chierighini (48.07) Felipe Souza (48.74) Vinicius Assunção (47.91)                       | 3:13.76 | Q                |
| 8    | 2       | 2    | Sérvia         | Velimir Stjepanović (48.98) Uroš Nikolić (48.93) Andrej Barna (47.25) Nikola Aćin (49.10)                               | 3:14.26 | Q                |
| 9    | 2       | 7    | Israel         | Tomer Frankel (49.08) Gal Cohen Groumi (48.28) Denis Loktev (48.86) Meiron Cheruti (49.13)                              | 3:15.35 | Recorde nacional |
| 10   | 2       | 8    | China          | Yang Jintong (49.39) Hou Yujie (50.07) Hong Jinquan (48.28) Pan Zhanle (47.65)                                          | 3:15.39 |                  |
| 11   | 1       | 2    | Suécia         | Björn Seeliger (49.06) Isak Eliasson (48.46) Robin Hanson (48.45) Elias Persson (49.49)                                 | 3:15.46 |                  |
| 12   | 1       | 8    | Coreia do Sul  | Hwang Sun-woo (48.07) Lee Yoo-yeon (49.09) Kim Ji-hun (49.23) Kim Min-joon (49.29)                                      | 3:15.68 | Recorde nacional |
| 13   | 1       | 6    | Grécia         | Odysseus Meladinis (49.34) Stergios Bilas (48.87) Evangelos Makrygiannis (49.88) Dimitrios Markos (49.74)               | 3:17.83 |                  |
| 14   | 1       | 0    | Singapura      | Quah Zheng Wen (49.25) Jonathan Tan (49.08) Mikkel Lee (49.99) Darren Chua (50.44)                                      | 3:18.76 |                  |
| 15   | 1       | 7    | Egito          | Youssef Ramadan (48.90 ) Marwan Elkamash (50.08) Abdelrahman Sameh (50.88) Mohamed Samy (49.60)                         | 3:19.46 |                  |
| 16   | 1       | 1    | Tailândia      | Dulyawat Kaewsriyong (50.67) Tonnam Kanteemool (51.95) Ratthawit Thammananthachote (53.19) Navaphat Wongcharoen (51.04) | 3:26.85 |                  |
| 17   | 2       | 1    | Vietname       | Trần Hưng Nguyên (51.85) Hồ Nguyễn Duy Khoa (53.47) Hoàng Quý Phước (50.56) Nguyễn Hữu Kim Sơn (52.32)                  | 3:28.20 |                  |
| —    | 2       | 0    | Hong Kong      | Nicholas Lim (52.08) Ian Ho Lau Shiu Yue Cheuk Ming Ho                                                                  | DSQ     | DSQ              |

### Final
A final foi realizada em 18 de junho às 19:36.
| Pos.              | Raia | Nacionalidade  | Nadadores                                                                                         | Tempo   | Notas            |
| ----------------- | ---- | -------------- | ------------------------------------------------------------------------------------------------- | ------- | ---------------- |
| Medalha de ouro   | 4    | Estados Unidos | Caeleb Dressel (47.67) Ryan Held (46.99) Justin Ress (47.48) Brooks Curry (47.20)                 | 3:09.34 |                  |
| Medalha de prata  | 5    | Austrália      | William Yang (48.41) Matthew Temple (48.17) Jack Cartwright (47.62) Kyle Chalmers (46.60)         | 3:10.80 |                  |
| Medalha de bronze | 7    | Itália         | Alessandro Miressi (48.38) Thomas Ceccon (47.57) Lorenzo Zazzeri (47.35) Manuel Frigo (47.65)     | 3:10.95 |                  |
| 4                 | 6    | Reino Unido    | Lewis Burras (48.09) Jacob Whittle (47.91) Matt Richards (48.19) Tom Dean (46.95)                 | 3:11.14 | Recorde nacional |
| 5                 | 3    | Hungria        | Nándor Németh (47.97) Szebasztián Szabó (47.37) Richárd Bohus (49.01) Kristóf Milák (46.89)       | 3:11.24 |                  |
| 6                 | 2    | Canadá         | Joshua Liendo (47.87) Ruslan Gaziev (48.02) Javier Acevedo (47.97) Yuri Kisil (48.13)             | 3:11.99 |                  |
| 7                 | 1    | Brasil         | Gabriel Santos (48.63) Marcelo Chierighini (47.77) Felipe Souza (48.18) Vinicius Assunção (47.63) | 3:12.21 |                  |
| 8                 | 8    | Sérvia         | Velimir Stjepanović (48.99) Andrej Barna (47.06) Uroš Nikolić (48.65) Nikola Aćin (49.13)         | 3:13.83 |                  |

Legenda
| Recorde mundial       | Recorde mundial (World record)               |                       | Recorde africano                      | Recorde africano (African) |                                           | Q | Classificado por posição (Qualified) |
| Recorde do campeonato | Recorde do campeonato (Championship record)  | Recorde da América    | Recorde da América (Americas)         | q                          | Classificado por melhor tempo (Qualified) |   |                                      |
| Melhor marca do ano   | Melhor marca do ano (World leading)          | Recorde asiático      | Recorde asiático (Asian)              | DNS                        | Não largou (Did not start)                |   |                                      |
| Recorde nacional      | Recorde nacional (National record)           | Recorde europeu       | Recorde europeu (European)            | DNF                        | Não terminou (Did not finish)             |   |                                      |
| Recorde pessoal       | Recorde pessoal do atleta (Personal best)    | Recorde da Oceania    | Recorde da Oceania (Oceania)          | DSQ / DQ                   | Desclassificado (Disqualified)            |   |                                      |
| Recorde da temporada  | Recorde da temporada do atleta (Season best) | Recorde sul-americano | Recorde sul-americano (South America) | NM                         | Sem marca (No mark)                       |   |                                      |